# 임미리
임미리는 대한민국의 정치학자이다.

## '민주당만 빼고' 칼럼 논란
임미리가 고려대학교 한국사연구소 연구교수 재직 시절 쓴 '민주당만 빼고'라는 제목의 칼럼이 2020년 1월 28일자 경향신문에 기재된 이후, 더불어민주당 측이 공직선거법 위반 혐의로 임미리 교수, 경향신문 편집인을 고발하여 급격한 여론, 언론의 관심을 샀다. 고발장의 요지는 ‘민주당만 빼고 투표하자’는 주장이 공직선거법상 사전선거운동에 해당한다는 것이다. 표현의 자유를 침해한다는 비판이 일자 민주당은 고발을 취하하였고 유감 성명을 발표하였다. 더불어민주당은 유감 성명 중에 임미리가 안철수 싱크탱크 출신이며, 따라서 칼럼에 정치적 목적이 다분하다 판단하여 고발하였다고 밝혔다. 이에 임미리는 지인이 요청하여 이름만 빌려주었을 뿐 실제로 싱크탱크에 참여하지는 않았다고 반박했다.
이후 진보 진영에서 임미리의 신상을 캐내고자 하는 시도가 줄줄이 이어졌다. 황교익은 임미리의 정치노선이 일반적으로 알려진 것과는 달리 수구보수 쪽이라고 주장하였는데, 황교익이 제시한 중앙선거관리위원회발 자료에는 임미리가 한나라당 소속으로서 성동을지구당 지방자치특별위원장을 역임하였으며 서울 성동제4선거구 시의원 후보에 출마하였다고 명시되어있다. 이에 임미리는 직접 신상정보를 공개하면서 1998년에 선거 비용을 대주는 조건으로 출마 제안을 받아 응낙하였으며, 이후 그해 말에서 이듬해 초에 당의 추태에 실망해 탈당하였다고 해명하였다.
한편 언론중재위원회 산하 선거기사심의위원회는 '민주당만 빼고' 칼럼이 공직선거법 제8조 공정보도의무를 위반하였다는 유권해석을 내렸고, 이에 따른 권고 결정을 경향신문에 통지하였다. 권고는 법적인 강제가 따르지는 않으며, 단순히 주의하라는 취지에서 내린다.
안철수는 민주당을 향해 “자기편이면 봐주고 상대편이면 무조건 잘못됐다고 한다. 생각이 다른 사람을 적으로 돌리면 전체주의 아닌가”라고 말했다.

## 저서
- 《경기동부 : 종북과 진보 사이, 잃어버린 우리들의 민주주의》(2014년)
- 《열사, 분노와 슬픔의 정치학 : 한국 저항운동과 열사 호명 구조》(2017년)
- 《경기민주화운동사》(대표집필, 2017년)